# Vampire dans la bande dessinée et l'anime

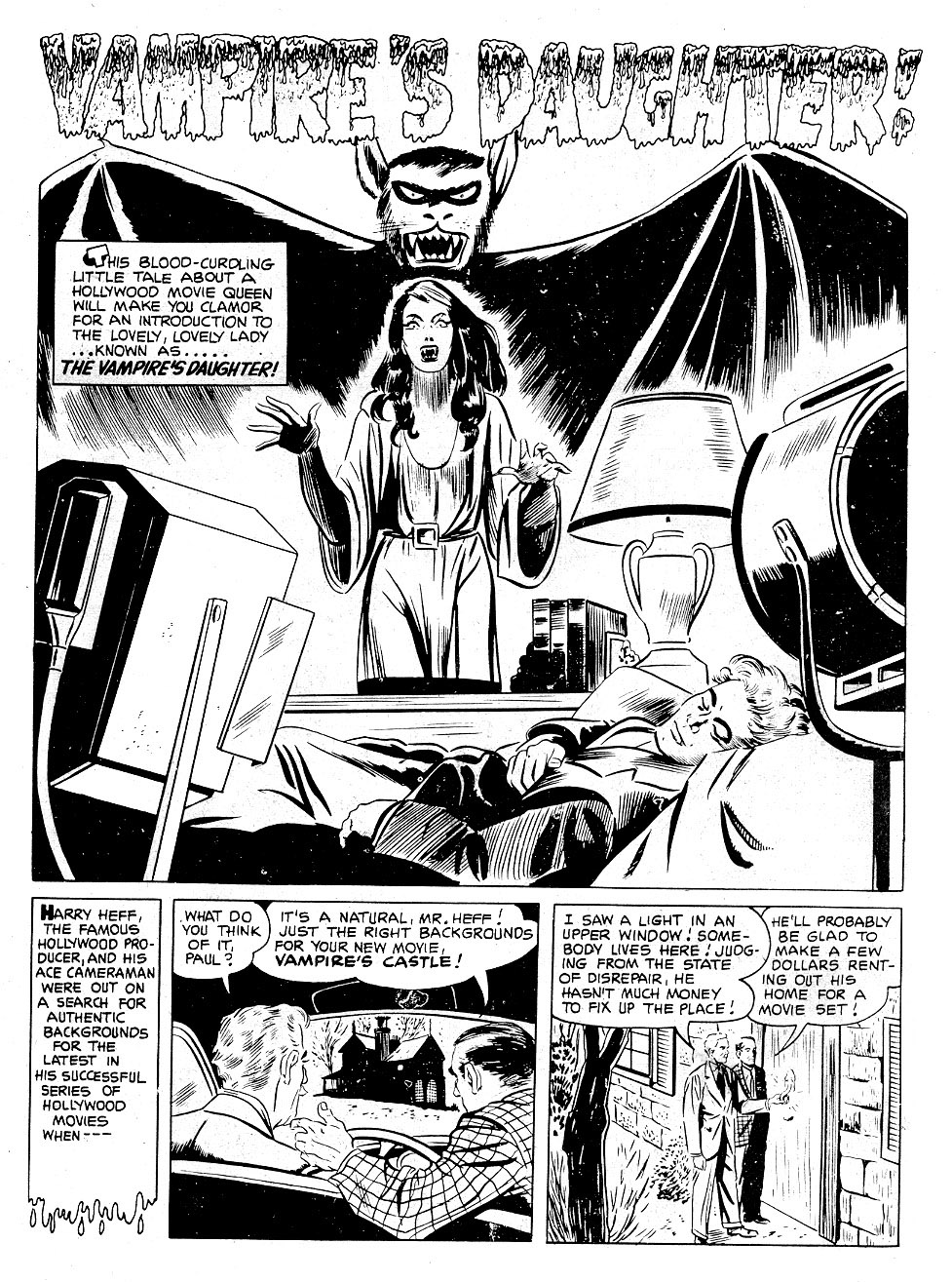
Comics d'horreur mettant en scène une vampire.

Le vampire dans la bande dessinée et l'anime est l'utilisation du mythe du vampire à la fois dans le monde de la bande dessinée et dans celui de l'anime et du manga.

## Dans la bande dessinée européenne

### Bandes dessinées
- Claudia, Chevalier Vampire, de Pat Mills et Franck Tacito
- Favole, de Victoria Francés
- Grand Vampire et Petit Vampire de Joann Sfar
- Je suis légion, de Fabien Nury et John Cassaday
- Je suis un vampire, de Carlos Trillo et Eduardo Risso
- La Terre des vampires, de David Muñoz et Manuel Garcia.
- Le Bal du rat mort de Jan Bucquoy et de Jean-François Charles
- Le Prince de la nuit, d’Yves Swolfs
- Mélusine, de François Gilson et Clarke
- Rapaces, de Jean Dufaux et Enrico Marini
- Requiem, Chevalier Vampire, de Pat Mills et Olivier Ledroit
- Ric Hochet n°34 : La Nuit des vampires, de André-Paul Duchâteau et de Tibet
- Sherlock Holmes et les Vampires de Londres, de Sylvain Cordurié et Laci (Soleil, 2010)
- Zara la vampire (Zora la vampira), de Giuseppe Pederiali.

### Animation
- Draculito, mon saigneur, série franco-américano-allemande de 1991
- Ernest le vampire, série française de 1989.
- L'École des petits vampires, série germano-italienne de 2006

## Dans les comics

### Comics
- 30 jours de nuit, de Steve Niles et Ben Templesmith, depuis 2002 (IDW Publishing)
- American Vampire, de Scott Snyder et Stephen King (Vertigo)
  - American Vampire Legacy : Sélection naturelle (American Vampire: Survival of the Fittest) (2011)
  - American Vampire Legacy : Le Réveil du monstre (American Vampire: Lord of Nightmares) (2012)
  - American Vampire: The Long Road to Hell
  - American Vampire Anthology
  - American Vampire Second Cycle
- Angel: After the Fall, de Brian Lynch (scénariste) et Joss Whedon (Dark Horse)
- Anita Blake, Vampire Hunter, adaptation en comics de la série de romans (Marvel)
  - Plaisirs Coupables (Guilty Pleasures), 2006
  - Anita Blake, Vampire Hunter: The First Death, 2008
  - The Laughing Corpse, 2008
  - Circus of the Damned : The Charmer, 2010
  - Circus of the Damned : The Ingenue, 2011
  - Circus of the Damned : The Scoundrel, 2011
- Batman et Dracula ou Batman Vampire, histoire en 3 parties de Doug Moench avec les dessins de Kelley Jones (DC Comics)
  - Pluie de sang, 1991
  - L'Héritage de Dracula, 1994
  - La Brume pourpre, 1999
- Bite Club : Vampire Crime Unit, de Howard Chaykin et David Hahn (Vertigo)
- Blade (Marvel).
- Buffy contre les vampires, Classic Comics, de 1998 à 2004 (Dark Horse)
- Buffy contre les vampires, Saison huit, de Joss Whedon (Dark Horse)
  - A Beautiful Sunset, one-shot de Buffy contre les vampires, saison huit.
  - After These Messages... We'll Be Right Back!, one-shot de Buffy contre les vampires, saison huit.
  - Anywhere but Here, one-shot de Buffy contre les vampires, saison huit.
- Buffy contre les vampires, Saison neuf, depuis 2011 (Dark Horse)
- Buffy contre les vampires, Saison dix, depuis 2014 (Dark Horse)
- Buffy contre les vampires, Saison onze, depuis 2017 (Dark Horse)
- Buffy contre les vampires, Saison douze, depuis 2018 (Dark Horse)
- Captain Kronos : Vampire Hunter, de Dan Abnett et Tom Mandrake (Titan Comics)
- Crimson, d'Humberto Ramos et Brian Augustyn (1998-2001, Cliffhanger et Wildstorm)
- Fray, spin-off futuriste de Buffy contre les vampires.
- FVZA : Federal Vampire and Zombie Agency, de David Hine
- I... vampire, (DC Comics)
- Morbius, the Living Vampire, 2013 (Marvel)
- Nightstalkers (1992 - 1994) (Marvel)
- Tales of the Slayers, spin-off de la série télévisée Buffy contre les vampires (Dark Horse)
- Tales of the Vampires, crossover de la série Buffy contre les vampires (Dark Horse)
- Tomb of Dracula (1972 - 1979) (Marvel)
- Vampi, de Kevin Lau (2000) (Harris Comics)
- Vampirella, depuis 1969
- Vampire Tales, magazine (1973 - 1975)

### Animation
- Batman contre Dracula, film américain de 2005
- Drôles de p'tits monstres (Li'l Horrors), sitcom australienne avec des marionnettes de 2001.
- Hôtel Transylvanie, film américain de 2012
- Hôtel Transylvanie 2, film américain de 2015
- Hôtel Transylvanie 3 : Des vacances monstrueuses, film américain de 2018
- Hôtel Transylvanie, la série, série américaine de 2017
- Más vampiros en La Habana, suite de Vampires à La Havane, de 2003
- Mona le Vampire (d'après Sonia Holleyman), 1999, série canadienne (1999 - 2004)
- Scooby-Doo et le Rallye des monstres, téléfilm de 1988
- Scooby-Doo et les Vampires, film de 2003
- Vampires à La Havane (¡Vampiros en La Habana!), film hispano-germano-cubain de 1985.
- Vampirina, série américaine de 2017

## Dans le manga

### Mangas
- Blood+, d’Asuka Katsura (2005 - 2007)
- Blood A+, de Kumiko Suekane
- Blood Lad, de Yuki Kodama (2009 - 2016)
- Bloody Kiss, de Kazuko Furumiya (2004 - 2005)
- Dark Crimson, de Satoshi Urushihara (2000)
- La saga Darren Shan, de Takahiro Arai
- Don Dracula, de Osamu Tezuka (1979)
- Hellsing, de Kōta Hirano (1997 - 2008)
- Higanjima, l'île des vampires, de Koji Matsumoto (2002 - 2010)
- Karin, de Yuna Kagesaki
- Les Mémoires de Vanitas, de Jun Mochizuki (2015)
- Midnight secretary, de Ohmi Tomu
- Owari no Seraph de Takaya Kagami
- Princesse Résurrection, de Yasunori Mitsunaga
- Rosario + Vampire, d’Akihisa Ikeda
- Shingetsutan tsukihime, de Sasaki Shōnen (2003 - 2010)
- Trinity Blood, de Sunao Yoshida, Kiyo Kyujyo et Thores Shibamoto
- Vampire Chronicles, de Kyo Shirodaira
- Vampire Host, de Kaori Yuki
- Vampire Knight, de Matsuri Hino
- Vampire Princess Miyu, de Narumi Kakinōchi (1992 - 1994)
- Vampires, de Osamu Tezuka (1966-1969)
- Zombie-Loan, de Peach-Pit

### Japanimation
- Black blood brothers d’Azano Kôhei et Kusaka Yuuya, 2006, série
- Blood+ de Jun'ichi Fujisaku, 2005, série
- Blood: The Last Vampire de Hiroyuki Kitabuko, 2000, film
- Blood Lad, de Yuki Kodama, 2013, série
- Cyber City Oedo 808, de Yoshiaki Kawajiri, 1990, OAV
- Hellsing de Yasunori Urata (d'après Kōta Hirano), 2001, série
- Hellsing Ultimate de Tomokazu Tokoro (d'après Kōta Hirano), 2006, série
- Karin : Chibi Vampire de Yuna Kagesaki, 2008, série
- Rosario + Vampire d’Akihisa Ikeda, 2006, série
- Owari no Seraph (Seraph of the End), de Takaya Kagami, 2015, série
- Shingetsutan Tsukihime de Type Moon (Studio), 2003, série
- Vampire de Tsutomi Yamada et Tei Mabune, 1968, série
- Vampire Host de Kaori Yuki, 2004, série
- Vampire Hunter D: Bloodlust de Yoshiaki Kawajiri, 2000, film
- Vampire Hunter D : Chasseur de vampires de Hideyuki Kikuchi, 1985, film
- Vampire Princess Miyu, de Narumi Kakinouchi, 1988, OAV
- Vampire Princess Miyu, 1997, série
- Vampire Wars de Kazuhisa Takenouchi], 1990, OAV
- Trinity Blood de Tomohiro Hirata, 2005, série
- Vampire Knight de Matsuri Hino, 2008, série